# Trachemys adiutrix
Trachemys adiutrix là một loài rùa trong họ Emydidae. Loài này được Vanzolini miêu tả khoa học đầu tiên năm 1995.